# 阳江大屠杀

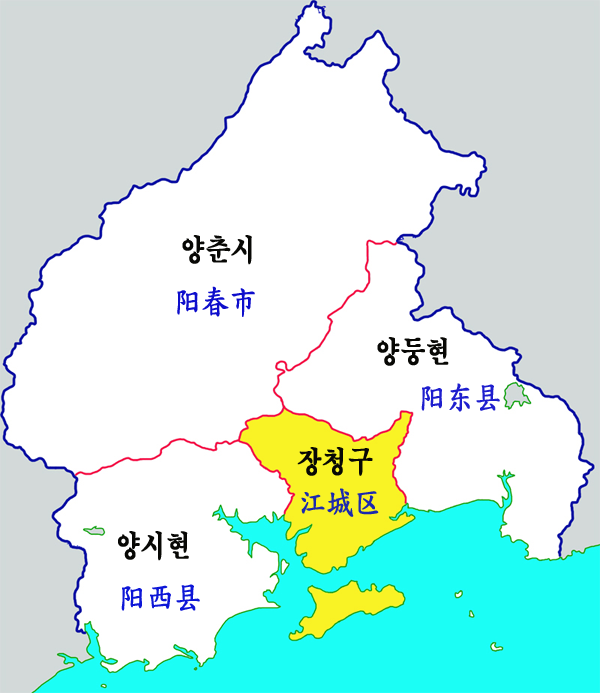
现今的阳江市地图，下辖2个市辖区、1个县，代管1个县级市。

阳江大屠杀，又称阳江“乱打乱杀事件”，是中华人民共和国“文化大革命”时期发生在广东省阳江地区的一系列大屠杀事件。依据中国共产党阳江市委党史研究室的统计数据，阳江县的屠杀事件发生于1968年1月5日－1969年1月中旬，共造成909人死亡，而阳春县的屠杀事件开始时间则更早，自1967年9月23日始，共造成2,664人死亡。其中阳春县的集体屠杀在广东省各县的文革屠杀事件中属最为严重。
阳江大屠杀的杀人手法极其残忍，包括棍棒或锄头打死、开枪扫射、捆绑淹死、匕首刺死、禾叉插死、石头砸死、鞭炮炸死、煤油烧死、活埋等等。屠杀由当地县军管会组织，由各人民公社、生产大队成员实施，受害者主要是黑五类及其亲属（包括婴儿），大屠杀一度导致漠阳江上遍布漂浮尸体。1968年夏，中共中央发布《七·三布告》、《七·二四布告》，当地县军管会才开始派人制止杀人，但杀人行为至1969年1月中旬底才停止。

## 事件历史

### 历史背景

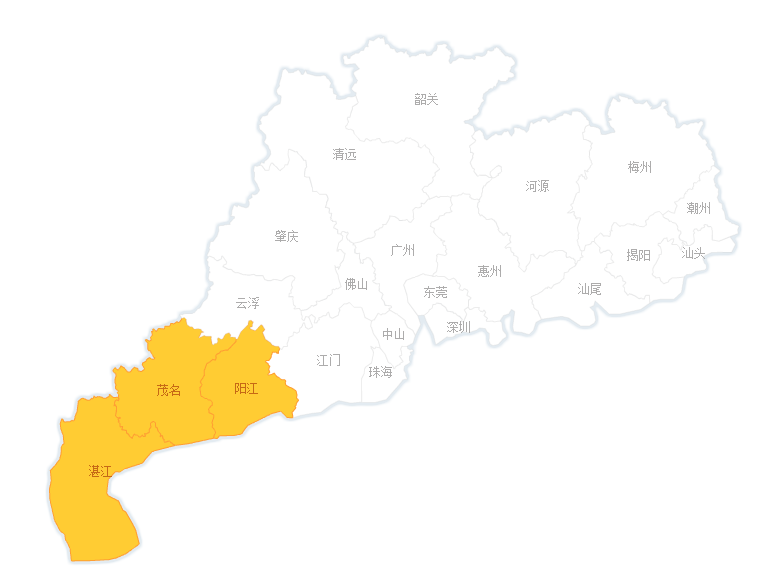
阳江位于广东省西部（粤西）

1966年5月，毛泽东在中国大陆发动并领导了文化大革命。1967年1月，广东省各党政机构被夺权，3月广东省军事管制委员会成立，成为广东省最高党政权力机构。1967年9月23日，广东省阳春县（现属阳江市）开始出现“乱打乱杀”的行为。1968年1月，阳江县也开始出现乱打乱杀现象，程村公社中平大队支部书记、治保主任主持召开群众大会，并自立法庭、宣判枪杀两名地主。此事经由县公安局军管小组向县军管会副主任汇报，但后者并未制止。
1968年2月21日，广东省革命委员会成立，成为广东省最高权力机关；3月，“湛江地区革委会”成立，湛江专区下辖阳江、阳春等县。3月31日，阳江县新洲公社副书记召开群众大会，批斗了怀疑参加反革命组织、地主出身的黄万齐，致其重伤后，令民兵执行枪决；与此同时，新洲公社东安大队对一名从事副业的人进行了刑讯逼供，迫其供出子虚乌有的“中国青年反共救国军”组织，造成多人受到株连而被枪毙。县军管会也知道此事，但并未制止或追查。

### 屠杀过程
1968年5月11日-15日，广东省湛江专区在海康县召开由全区公社革委会主任会议（即“海康会议”），由各县领导带队参加，会议要求“反三右一妖风”，即“反对右倾机会主义、右倾分裂主义、右倾投降主义和坚决粉碎右倾翻案妖风”，特别针对叛徒、特务、顽固不化的走资派、黑五类等一切阶级敌人。5月15日，“海康会议”结束后，阳江县军管会主任召集各公社革委会主任开会，做了一个多小时报告，夸大了阳江当地阶级斗争的严重性。军管会主任在会上强调，要反右倾保守，对“四类分子”要摸底排队，对破坏活动、资产阶级势力要狠狠斗，此外各公社还要召开“三级干部会”，要求规模大、声势猛、行动迅速。5月25日，“清理阶级队伍”运动在全国范围内展开，军管会、工宣队等参与并领导了各地的清队运动。
此后，在阳江县军管会的支持下，阳江地区的乱打乱杀事件逐渐升级：截止1968年6月1日，全县不完全统计，25个公社有17个开始乱打乱杀，枪决178名黑五类及其子女。6月1日至15日，阳江县召开2,800多人参加的“反三右一妖风”四级干部（县、公社、大队、生产队）大会，进一步组织群众开展“大揭发、大批判、大斗争”，导致全县形成了乱打乱杀的高潮。截止至1968年7月23日，阳江全县乱打乱杀致死573人，其中204人被枪毙、274人被打死，另有95人被逼自杀。1968年7月，中共中央发布《七·三布告》、《七·二四布告》，当地军管会才开始派人制止杀人，乱打乱杀现象逐渐减少。阳江地区的乱打乱杀现象最终于1969年1月中旬结束。

## 屠杀方式
阳江大屠杀中的杀人方式，包括用棍棒打死、锄头锄死、开枪扫射、捆绑淹死、匕首刺死、禾叉插死、石头砸死、鞭炮炸死、煤油烧死、活埋或打得半死后活埋，还用铁线穿鼻子。屠杀期间还发生了强奸、抢劫等犯罪行为。
在阳春县河口公社的上双、龙门等生产大队中，不用经过批准就可随便杀人，杀人者用长麻绳将黑五类分子及其子女绑成一串，勒令他们站在河边，然后开枪扫射或是用棍毒打，并把尸体或毒打后的活人推进河里，致使漠阳江上一度遍布浮尸。

## 死亡人数
据学者研究，1968年8月到10月间，阳春县的大屠杀共死亡约2,600人，在广东省各县的文革屠杀事件中属最为严重。依据中国共产党阳江市委党史研究室的统计数据，截止至1969年1月中旬，阳江县的屠杀事件共造成909人死亡、阳春县的屠杀事件共造成2,664人死亡，总计造成3,573人非正常死亡。部分时间节点如下。 
- 截止1968年6月1日，阳江全县不完全统计，共枪决178名黑五类及其子女[1] ；至1968年7月23日，阳江全县乱打乱杀致死573人，其中204人被枪毙、274人被打死，另有95人被逼自杀[1][2]。
- 截止1968年11月20日，阳春县全县有1,995人被杀、另有164人被逼自杀（其中1967年515人，1968年以来1,480人）[5] 。

此外，阳江县在1970年至1971年全国性的“一打三反”文革政治清洗中，又有61人自杀身亡。

## 延伸阅读
- 《“文革”给阳江一中带来了浩劫（下）（页面存档备份，存于）》。《阳江日报》，2017年2月7日。
- 苏阳：《“文革”中的集体屠杀：三省研究 （页面存档备份，存于）》。《当代中国研究》，2006年（第三期）。